# أروكارية
الأروكارية (الاسم العلمي: Araucariaceae) هي فصيلة من النباتات تتبع رتبة الصنوبريات من طائفة الصنوبرانية.

## وصفها
تتصف أنواع الفصيلة الأروكارية Araucariceae, إِضافة إِلى العراقة الجيولوجية، بصفات تزيينية جذابة ممثلة بجذوع باسقة منتصبة، حاملة لدوارات من أغصان أفقية ارتكزت عليها مخاريط ذكرية أو أنثوية، أغلب أنواعها ثنائية المسكن، وقد تُحمل المخاريط الذكرية والأنثوية على الأغصان نفسها في حالة الأنواع وحيدة المسكن.
وتتمتع أنواع الفصيلة الأروكارية بعدد من الصفات البدائية التي تجاوزتها المخروطيات الراقية. ومن أبرز هذه الصفات: وفرة الأوراق العريضة، وندرة الأوراق الإِبرية، وانعدام الأكياس الهوائية في حبات الطلع، وغزارة عدد الخلايا المَشَرِيَّة في النبات العرسي الذكري، إِذ يراوح بين 15و25 خلية بدل خلية أو خليتين مشريتين في النبات العرسي الذكري في المخروطيات الراقية، ووحدانية البييضة ovule القاعدية المحمولة على أوراق بوغية مخصبة مكوِّنة للمخاريط الأنثوية، وغزارة عدد الأرحام المسماة بالتعدد الرحمي الممثل بتشكل 8 - 15 رحماً بدل تكوُّن رحمين اثنتين في أغلب المخروطيات الراقية.

## أنواعها وإنتشارها
وتتمثل بالأنواع الرئيسة التالية:
- أروكارية أروكان A. araucana:

تنتشر في التشيلي وفي جنوب غربي الأرجنتين: مشكلة أحراجاً شاسعة، وتزرع في الولايات المتحدة الأمريكية وفي بريطانيا. يتميز هذا النوع بضخامة أشجاره التي يصل ارتفاعها إِلى 60 متراً, ويتجاوز قطر جذعها متراً ونصف المتر. تحمل جذوع الأشجار دُوّارات سداسية الأغصان الثانوية الحاملة لمجموعة من أوراق كثيفة يتراوح عرضها بين 2و5سم, بيضوية سميكة، يراوح بقاؤها على الأشجار بين 10و15سنة. المخاريط الأنثوية كروية يصل قطرها إِلى 60 سم. أما المخاريط الذكرية فهي دون حجم المخاريط الأنثوية، ويعطي الواحد منها ما يزيد على 10 ملايين حبة طلع.
- أروكارية البرازيل A.brasiliensis:

تنتشر في جنوبي البرازيل، مكونة غابات واسعة، يصل ارتفاع أشجارها إِلى 50 متراً, مزودة بأغصان متوضعة على شكل طبقات مظلية، أوراقها ضيقة طولها 2-3سم, مخاريطها ضخمة يصل قطر الأنثوية منها إِلى 25 سم.
- أروكارية بدفيل A.bidwillii:

وينتشر هذا النوع في شرقي أستراليا, ويصل ارتفاع أشجارها إِلى 45 متراً, مزوَّدة بأغصان قمية مخروطية مستدقة حاملة لأوراق تتوضع في صفين. مخاريطها الأنثوية ضخمة يصل قطرها إِلى 30سم.
- أروكارية كونينغام A.cunninghamii:

تنتشر في أستراليا ونيوزلندا في جنوب المحيط الهادئ. يصل ارتفاع أشجارها إِلى 60 متراً. تستعمل هذه الأشجار في صنع ألواح خشبية فاخرة لصنع الأثاث ومواد البناء.
- الأروكارية الفائقة A.excelsa:

تنتشر في جزيرة نورفولك جنوب المحيط الهادئ. وقد يصل ارتفاعها إِلى 60 متراً وقطرها إِلى مترين ونصف. يحمل جذعها صفوفاً أفقية من أغصان دوارية متناظرة رائعة المنظر، الأمر الذي جعلها من أبرز أشجار الزينة في العالم.
- الأروكارية ضيقة الورق A.angustifolia:

تنتشر في البرازيل مكونة مصدر مهم للرقائق الخشبية.

## أجناس
- الأروكاريا
- الكاوري
- الوليميا